# Aplonis panayensis
Lo storno splendente asiatico (Aplonis panayensis (Scopoli, 1786)) è un uccello della famiglia Sturnidae.

## Distribuzione e habitat
Ha un areale molto esteso che comprende India, Bangladesh, Myanmar, Thailandia, Malaysia, Brunei, Singapore, Indonesia e Filippine.